# Нивицы (Львовская область)
Нивицы (укр. Нивиці) — село в Лопатинской поселковой общине Шептицкого района Львовской области Украины.
Население по переписи 2001 года составляло 995 человек. Занимает площадь 3,773 км². Почтовый индекс — 80263. Телефонный код — 3255.